# Chiesa di Sant'Antonio di Padova (Hanoi)
La chiesa di Sant'Antonio di Padova, nota anche come chiesa di Ham Long è una chiesa cattolica di Hanoi, capitale del Vietnam, situata nel distretto di Hoàn Kiếm. Dipende dall'arcidiocesi di Hanoi ed è stata costruita nel 1934 durante il periodo francese dell'Indocina. È una delle chiese principali della città insieme alla cattedrale di San Giuseppe e alla chiesa di Cua Bac.